# Édgar Robles
Édgar Arnulfo Robles Coronel (* 22. November 1977 in San Lorenzo; † 28. Dezember 2016 ebenda) war ein paraguayischer Fußballspieler.

## Sportlicher Werdegang
Robles entstammt der Jugend des CS San Lorenzo, den er 1999 in Richtung Club Guaraní verließ. Hier setzte er sich jedoch nicht durch und kehrte zwei Jahre später zu CS San Lorenzo zurück. Hier avancierte er zum paraguayischen Nationalspieler, so dass er Anfang 2001 vom Club Libertad verpflichtet wurde und im Sommer unter Nationaltrainer Sergio Markarián an der Copa América 2001 teilnahm. Nach zwei Unentschieden gegen Mexiko und Peru bedeutete eine 1:3-Niederlage im abschließenden Gruppenspiel gegen Brasilien, bei der Guido Alvarenga zur zwischenzeitlichen Führung für Paraguay getroffen hatte, das Aus am Ende der Gruppenphase. Dabei war Robles in allen drei Gruppenspielen zum Einsatz gekommen, zunächst in der Startelf und im abschließenden Gruppenspiel als Einwechselspieler für Virgilio Ferreira.
Mit dem Club Libertad gewann er 2002 und 2003 die Meisterschaft. 2005 wechselte er zu CA 3 de Febrero, kehrte aber nach einer Spielzeit zum Club Libertad zurück und gewann hier 2006 bis 2008 dreimal in Folge erneut den Meistertitel. Im Sommer 2010 verließ er den Klub in Richtung Club Sol de América, die Spielzeit 2011 verbrachte er bei Club Olimpia. Anschließend lief er zwei Jahre für Sportivo Luqueño auf, ehe er 2014 beim Aufsteiger 12 de Octubre Football Club anheuerte. Mit dem Klub verpasste er den Klassenerhalt in der Primera División, später beendete er in der zweiten Liga seine aktive Laufbahn.
Nachdem bei Robles im Mai 2016 Knochenkrebs diagnostiziert worden war, erlag er im Dezember des Jahres der Erkrankung.